# .nz
.nz es el dominio de nivel superior geográfico (ccTLD) para Nueva Zelanda. Todos los dominios .nz son de tercer nivel sobre uno de los siguientes dominios de segundo nivel:
- .ac.nz — Universidades y otras organizaciones de estudios superiores.
- .co.nz — Organizaciones con fines comerciales.
- .cri.nz — Crown Research Institutes. Registro controlado.
- .gen.nz — Individuos y organizaciones que no tengan cabida en otros dominios.
- .geek.nz — Destinado a "locos" por una determinada materia, generalmente relacionada con la informática.
- .govt.nz — Gobierno nacional, regional o local. Registro controlado.
- .iwi.nz — Para la tribu Māori, hapu o grupo Taurahere. Registro controlado.
- .maori.nz — Individuos, organizaciones o grupos Māori.
- .mil.nz — Ejército. Registro controlado.
- .net.nz — Proveedores de servicios de Internet.
- .org.nz — Organizaciones sin ánimo de lucro.
- .school.nz — Escuelas preescolares, primarias y secundarias, así como organizaciones relacionadas.

Nota: Debido a que solo cri.nz , govt.nz , iwi.nz y mil.nz tienen su registro controlado, es frecuente que los registros se produzcan para áreas diferentes a las propuestas.